# Sapanovke
Sapanovke (lat. Caesalpinioideae) potporodica mahunarki, nekada činila vlastitu porodicu Caesalpiniaceae. Sastoji se od 175 rodova, a ime mu je dao rod kasalpinija (Caesalpinia).

## Opis
Potporodica Caesalpinioideae obuhvaća najranije divergentne elemente porodice, grupu odvojenih evolucijskih loza, od kojih su neke bliže povezane s druge dvije potporodice nego jedna s drugom. Ona je stoga vrlo heterogena morfološki i ekološki, a najlakše je karakterizira odsustvo jedinstvenih karakteristika koje razlikuju mimozoide i papilionoide. Njegovih oko 150 rodova i 2500 vrsta uglavnom su tropske rasprostranjenosti i uključuju brojne upečatljive vrste koje se sade kao ukrasne biljke.
Caesalpinioideae, danas uključuje ugniježđenu kladu mimozoida (bivša potporodicaa Mimosoideae), sastoji se od 163 roda i c. 4680 vrsta, sa c. 75% vrsta u kladi mimozoida. Nedavni filogenomski radovi pružaju čvrstu filogenomsku okosnicu za novu plemensku klasifikaciju Caesalpinioideae, koja će uskoro biti objavljena.
Caesalpinioideae datiraju iz kasnog paleocena kada je potporodica poznata po fosilnim dvoperastim listovima iz Kolumbije. Ovi fosili ukazuju na to da su Caesalpinioideae već bile obilan element u najranijim neotropskim kišnim šumama u paleocenu i da su se počele diverzificirati prije oko 58 miliona godina. Caesalpinioideae su se tako diverzificirale kroz kenozoik i sada sadrže raznolike, obilne i ponekad dominantne elemente u svim glavnim nizijskim tropskim biomima, uključujući tropske kišne šume, savane i sezonsko suhe tropske šume.
Caesalpinioideae uključuju neke od najvećih rodova u porodici mahunarki, uključujući bagrem, sa > 1000 vrsta koncentrisanih u sušnim dijelovima Australije, i mimozu sa 615 vrsta uglavnom u neotropima. Ostali rodovi bogati vrstama uključuju Inga sa c. 300 vrsta ograničeno je na Neotrope gotovo u potpunosti u prašumama, pantropska Chamaecrista (361 vrsta) i Senna (287 vrsta), čija je najveća raznolikost pronađena u Neotropima, kao i Vachellia (164 vrste) i Senegalia (219 vrsta), dvije pantropski rodovi koncentrirani u sušnijim sredinama, unutar kojih se nalaze kultna stabla sa kišobranima savana, posebno u Africi.

## Ključne karakteristike
Caesalpinioideae su gotovo u potpunosti drvenaste trajnice, ali u tim granicama su izuzetno raznolike po visini i navikama – uključujući lijane, drveće svih veličina do krošnji kišnih šuma (npr. Cedrelinga, Dinizia), grmlje i funkcionalno zeljaste geoksile. Pregršt zeljastih vodenih vrsta nalazi se u rodu Neptunia.
Caesalpinioideae je jedina potporodica mahunarki koja ima dvoperaste listove, koji su rasprostranjeni, ali nisu univerzalni u cijeloj potporodici. Neki rodovi imaju vrste s perastim listovima, a listovi modificirani u filode javljaju se kod većine vrsta velikog roda Acacia i nekoliko vrsta u drugim rodovima uključujući Senna i Mimosa. Postoje značajne kvantitativne varijacije u dimenzijama listova i podijeljenosti listova, a posebno dvoperastog lista, od masivnih listova npr. Schizolobium (dužine 1m), do jako reduciranih listova, pa čak i afiloznih vrsta (npr. Prosopis kuntzei).
Niktinastičko (pokret viših biljaka kao odgovor na nastup mraka i promjenama temperature) pomicanje listova uobičajeno je za sve mahunarke, uključujući Caesalpinioideae, ali seizmonastija, tj. pokreti listova koji su podstaknuti dodirom, poznati su samo unutar potporodicee Caesalpinioideae u rodovima Neptunia i Mimosa. Rupert Barneby je u svojoj monografiji o mimozi Novog svijeta nazvao Sensitivae Censitae, a Mimosa pudica (sramežljiva mimoza) je počela da se uzgaja kao kućna biljka ljubimica.
Izvancvjetni nektari (EFN) obično su prisutni, a često su uočljivi i obilni, na peteljci i/ili primarnim ili sekundarnim listovima između lista ili parova listića kod većine Caesalpinioideae. Uistinu, unutar potporodice Caesalpinioideae, a posebno mimozoidne klade, dolazi do najveće koncentracije, raznolikosti i obilja svojti koje posjeduju EFN unutar mahunarki. Unutar klade mimozoida, 90% od 100 trenutno poznatih rodova posjeduje EFN.
Unutar Caesalpinioideae, pronađeni su neki od najbolje proučavanih mirmekofita mahunarki, tj. pravih biljaka-mrava sa domacijom koje žive u uzajamnoj zajednici s kolonijom mrava , uključujući amblematske 'bagreme' iz roda Vachellia u Africi i Neotropima i u rodu Tachigali, doduše u, u drugom slučaju, mutualizmu nedostaju EFN-ovi. Neotropska loza Vachellia mimerkofit sa 12 vrsta često se navodi kao jedan od najbolje proučavanih primjera koevolucije koja uključuje obavezni simbiotski mutualizam između grupe Pseudomyrmex ferrugineus c. 10 vrsta mrava koji se svi gnijezde isključivo u natečenoj domaciji stipularnog trnića vrsta Vachellia. Zauzvrat, nektar iz višestrukih uočljivih EFN-ova na peteljkama i listovima, kao i specijalizirana tijela za hranu na vrhovima listića, specifični su za residentne mrave.
Bodlje se na različite načine opisuju kao peteljke (kao kod Fouquieria), bodlje od listova (kao kod Phoenixa) ili bodljice (kao kod Euphorbia), a sve su to primjeri bodlji koje se razvijaju iz dijela lista koji sadrži peteljku, središnju žilu, ili sekundarnu žilu. Biljke iz porodice kaktusa posebno su poznate po svom gustom pokrivaču bodlji. Neki kaktusi imaju i glohide (ili glohidije, sing. glochidium) – posebnu vrstu bodlje različitog porijekla, koje su manje i listopadne s brojnim retroznim bodljama duž svoje dužine (kao što se nalazi u areolima Opuntia).
U potporodici, cvatovi i cvjetovi također su morfološki vrlo varijabilni. Cvjetovi su općenito radijalno simetrični u mimozoidnoj kladi, ali u nekim kladama Caesalpinioideae su obostrano simetrični ili asimetrični. U mimozoidnom kladu postoji progresivni trend smanjenja veličine dijelova perijantai upadljivo izbačenih prašnikovih niti, pri čemu cvatovi umjesto pojedinačnih cvjetova preuzimaju ulogu privlačne jedinice oprašivača. Mimozoidni klad ima karakteristične kuglaste kapitulaste ili šiljaste i često heteromorfne cvatove često sa sterilnim cvjetovima koji ponekad postaju upadljivi staminodiji. Dok veliku većinu cvjetova Caesalpinioideae oprašuju pčele, specijalizirani cvjetovi koje oprašuju šišmiši i moljci također su česti, posebno u nekim rodovima koji uglavnom cvjetaju noću, kao što su Calliandra i Inga, u ingoidnoj kladi. Caesalpinioideae je jedina potporodica mahunarki u kojoj je pelud raspoređen u poliade. Oni su izuzetno varijabilni između, a ponekad i unutar rodova, s polenom u monadama, tetradama, bitetradama i poliadama.
Caesalpinioideae su istaknute, raznolike i ponekad dominantne u savanama. Mnoge vrste pokazuju nevjerojatne prilagodbe požaru, uključujući debelu plutastu koru i funkcionalno zeljaste geoksile s velikim podzemnim lignotuberima ili ksilopodijama.
Jedno od obilježja Caesalpinioideae, poput mnogih biljnih skupina, su ponovljene morfološke i ekološke konvergencije pri čemu su slične morfologije lišća, cvijeta i ploda ponovno izumljene više puta tijekom filogenije. Ovo je posebno vidljivo među plodovima mimozoidne klade koji su se pokazali pogrešnim za generičko razgraničenje i koji odražavaju selekcijske pritiske za različite sindrome raspršivanja sjemena, uključujući pasivnu i eksplozivnu dehiscenciju, vodu, vjetar, velike biljojede, mrave i ptice.

## Tribusi i rodovi
Subfamilia Caesalpinioideae DC.
1. Tribus Pterogyneae ined.
  1. Pterogyne Tul. (1 sp.)
2. Tribus Ceratonieae ined.
  1. Arcoa Urb. (1 sp.)
  2. Tetrapterocarpon Humbert (2 spp.)
  3. Acrocarpus Wight ex Arn. (1 sp.)
  4. Ceratonia L. (2 spp.)
3. Tribus Gleditsia skupina
  1. Gleditsia L. (12 spp.)
  2. Gymnocladus Lam. (5 spp.)
4. Tribus Cassieae Bronn
  1. Subtribus Chamaecristiinae ined.
    1. Batesia Spruce ex Benth. & Hook. f. (1 sp.)
    2. Melanoxylum Schott (1 sp.)
    3. Recordoxylon Ducke (3 spp.)
    4. Chamaecrista (L.) Moench (371 spp.)

  2. Subtribus Cassiinae Wight & Arn.
    1. Cassia L. (34 spp.)
    2. Senna Mill. (290 spp.)
    3. Vouacapoua Aubl. (3 spp.)
5. Tribus Caesalpinieae Rchb.
  1. Stuhlmannia Taub. (1 sp.)
  2. Cordeauxia Hemsl. (1 sp.)
  3. Cenostigma Tul. (15 spp.)
  4. Arquita Gagnon, G. P. Lewis & C. E. Hughes (5 spp.)
  5. Pomaria Cav. (16 spp.)
  6. Erythrostemon Klotzsch (33 spp.)
  7. Libidibia Schltdl. (7 spp.)
  8. Balsamocarpon Clos (1 sp.)
  9. Zuccagnia Cav. (1 sp.)
  10. Stenodrepanum Harms (1 sp.)
  11. Hoffmannseggia Cav. (22 spp.)
  12. Lophocarpinia Burkart (1 sp.)
  13. Haematoxylum L. (5 spp.)
  14. Hererolandia Gagnon & G. P. Lewis (1 sp.)
  15. Caesalpinia L. (10 spp.)
  16. Denisophytum R. Vig. (8 spp.)
  17. Paubrasilia Gagnon, H. C. Lima & G. P. Lewis (1 sp.)
  18. Coulteria Kunth (11 spp.)
  19. Tara Molina (3 spp.)
  20. Gelrebia Gagnon & G. P. Lewis (8 spp.)
  21. Hultholia Gagnon & G. P. Lewis (1 sp.)
  22. Guilandina L. (20 spp.)
  23. Moullava Adans. (4 spp.)
  24. Biancaea Tod. (7 spp.)
  25. Mezoneuron Desf. (24 spp.)
  26. Pterolobium R. Br. (10 spp.)
  27. Ticanto Adans. (9 spp.)
6. Tribus Peltophora skupina
  1. Schizolobium Vogel (1 sp.)
  2. Bussea Harms (7 spp.)
  3. Peltophorum Vogel ex Benth. (7 spp.)
  4. Parkinsonia L. (12 spp.)
  5. Conzattia Rose (3 spp.)
  6. Heteroflorum M. Sousa (1 sp.)
  7. Colvillea Bojer ex Hook. (1 sp.)
  8. Delonix Raf. (12 spp.)
7. Tribus Tachigali skupina
  1. Moldenhawera Schrad. (12 spp.)
  2. Diptychandra Tul. (2 spp.)
  3. Arapatiella Rizzini & A. Mattos (1 sp.)
  4. Jacqueshuberia Ducke (7 spp.)
  5. Tachigali Aubl. (79 spp.)
8. Tribus Dimorphandreae Benth.
  1. Dimorphandra Schott (27 spp.)
  2. Mora R. H. Schomb. ex Benth. (6 spp.)
  3. Stachyothyrsus Harms (2 spp.)
  4. Burkea Benth. (1 sp.)
9. Tribus Dinizia skupina
  1. Dinizia Ducke (2 spp.)
  2. Campsiandra Benth. (22 spp.)
10. Tribus Pachyelasma skupina
  1. Pachyelasma Harms (1 sp.)
  2. Erythrophleum Afzel. ex G. Don (10 spp.)
11. Tribus Xylia skupina
  1. Pentaclethra Benth. (3 spp.)
  2. Tetrapleura Benth. (2 spp.)
  3. Amblygonocarpus Harms (1 sp.)
  4. Adenanthera L. (12 spp.)
  5. Pseudoprosopis Harms (7 spp.)
  6. Calpocalyx Harms (11 spp.)
  7. Xylia Benth. (9 spp.)
12. Tribus Entada skupina
  1. Sympetalandra Stapf (5 spp.)
  2. Chidlowia Hoyle (1 sp.)
  3. Piptadeniastrum Brenan (1 sp.)
  4. Aubrevillea Pellegr. (2 spp.)
  5. Entada Adans. (40 spp.)
  6. Anonychium (Benth.) Schweinf. (1 sp.)
  7. Plathymenia Benth. (1 sp.)
  8. Fillaeopsis Harms (1 sp.)
  9. Newtonia Baill. (16 spp.)
13. Tribus Prosopis skupina
  1. Cylicodiscus Harms (1 sp.)
  2. Indopiptadenia Brenan (1 sp.)
  3. Prosopis L. (3 spp.)
14. Tribus Neltuma skupina
  1. Xerocladia Harv. (1 sp.)
  2. Strombocarpa A. Gray (10 spp.)
  3. Neltuma Raf. (42 spp.)
15. Tribus Leucaena skupina
  1. Lemurodendron Villiers & Guinet (1 sp.)
  2. Neptunia Lour. (22 spp.)
  3. Leucaena Benth. (24 spp.)
  4. Schleinitzia Warb. (4 spp.)
  5. Mezcala C. E. Hughes & J. L. Contr. (1 sp.)
  6. Kanaloa Lorence & K. R. Wood (1 sp.)
  7. Desmanthus Willd. (23 spp.)
  8. Mimozyganthus Burkart (1 sp.)
  9. Prosopidastrum Burkart (7 spp.)
  10. Piptadeniopsis Burkart (1 sp.)
  11. Calliandropsis H. M. Hern. & P. Guinet (1 sp.)
  12. Gagnebina Neck. (4 spp.)
  13. Dichrostachys (A. DC.) Wight & Arn. (16 spp.)
  14. Alantsilodendron Villiers (9 spp.)
16. Tribus Parkieae Endl.
  1. Vachellia Wight & Arn. (162 spp.)
  2. Anadenanthera Speg. (2 spp.)
  3. Parkia R. Br. (37 spp.)
17. Tribus Lachesiodendron skupina
  1. Lachesiodendron P. G. Ribeiro, L. P. Queiroz & Luckow (1 sp.)
18. Tribus Stryphnodendron klada
  1. Stryphnodendron Mart. (28 spp.)
  2. Gwilymia A. G. Lima, Paula-Souza & Scalon (7 spp.)
  3. Microlobius C. Presl (1 sp.)
  4. Marlimorimia L. P. Queiroz, L. M. Borges, Marc. F. Simon & P. G. Ribeiro (6 spp.)
  5. Naiadendron A. G. Lima, Paula-Souza & Scalon (1 sp.)
  6. Parapiptadenia Brenan (6 spp.)
  7. Pityrocarpa Britton & Rose (12 spp.)
19. Tribus Mimoseae Bronn
  1. Piptadenia Benth. (23 spp.)
  2. Adenopodia C. Presl (7 spp.)
  3. Mimosa L. (624 spp.)
20. Tribus Acacieae Dumort.
  1. Subtribus Mariosousa skupina
    1. Parasenegalia Seigler & Ebinger (11 spp.)
    2. Pseudosenegalia Seigler & Ebinger (2 spp.)
    3. Mariosousa Seigler & Ebinger (13 spp.)

  2. Subtribus Senegalia skupina
    1. Senegalia Raf. (221 spp.)

  3. Subtribus Calliandra klada
    1. Acaciella Britton & Rose (17 spp.)
    2. Calliandra Benth. (152 spp.)

  4. Subtribus Zapoteca klada
    1. Zapoteca H. M. Hern. (23 spp.)
    2. Viguieranthus Villiers (19 spp.)
    3. Faidherbia A. Chev. (1 sp.)
    4. Thailentadopsis Kosterm. (3 spp.)
    5. Sanjappa E. R. Souza & Krishnaraj (1 sp.)

  5. Subtribus Cojoba klada
    1. Hesperalbizia Barneby & J. W. Grimes (1 sp.)
    2. Lysiloma Benth. (9 spp.)
    3. Cojoba Britton & Rose (22 spp.)

  6. Subtribus Pithecellobium klada
    1. Sphinga Barneby & J. W. Grimes (3 spp.)
    2. Gretheria Duno & Torke (2 spp.)
    3. Ricoa Duno & Torke (1 sp.)
    4. Ebenopsis Britton & Rose (3 spp.)
    5. Painteria Britton & Rose (2 spp.)
    6. Havardia Small (3 spp.)
    7. Pithecellobium Mart. (23 spp.)

  7. Subtribus Archidendron klada
    1. Wallaceodendron Koord. (1 sp.)
    2. Falcataria (I. C. Nielsen) Barneby & J. W. Grimes (4 spp.)
    3. Serianthes Benth. (16 spp.)
    4. Archidendropsis I. C. Nielsen (11 spp.)
    5. Pararchidendron I. C. Nielsen (1 sp.)
    6. Archidendron F. Muell. (98 spp.)
    7. Heliodendron Gill. K. Br. & Bayly (3 spp.)
    8. Paraserianthes I. C. Nielsen (1 sp.)
    9. Acacia Mill. (1078 spp.)

  8. Subtribus Cedrelinga skupina
    1. Cedrelinga Ducke (1 sp.)

  9. Subtribus Pseudosamanea skupina
    1. Pseudosamanea Harms (3 spp.)

  10. Subtribus Jupunba klada
    1. Pseudalbizzia Britton & Rose (17 spp.)
    2. Punjuba Britton & Rose (6 spp.)
    3. Hydrochorea Barneby & J. W. Grimes (11 spp.)
    4. Jupunba Britton & Rose (37 spp.)

  11. Subtribus Samanea klada
    1. Samanea (DC.) Merr. (2 spp.)
    2. Chloroleucon (Benth.) Britton & Rose ex Record (11 spp.)

  12. Subtribus Albizia klada
    1. Boliviadendron E. R. Souza & C. E. Hughes (1 sp.)
    2. Enterolobium Mart. (8 spp.)
    3. Albizia Durazz. (98 spp.)
    4. Cathormion (Benth.) Hassk. (1 sp.)

  13. Subtribus Inga klada
    1. Blanchetiodendron Barneby & J. W. Grimes (1 sp.)
    2. Leucochloron Barneby & J. W. Grimes (4 spp.)
    3. Abarema Pittier (6 spp.)
    4. Robrichia (Barneby & J.W.Grimes) A.R.M.Luz & E.R.Souza (3 spp.)
    5. Osodendron E. J. M. Koenen (3 spp.)
    6. Macrosamanea Britton & Rose ex Britton & Killip (12 spp.)
    7. Zygia P. Browne (64 spp.)
    8. Inga Mill. (275 spp.)
21. Tribus Caesalpinioideae incertae sedis
  1. Orphanodendron Barneby & J. W. Grimes (2 spp.)
  2. Poeppigia C. Presl (2 spp.)

## Vanjske poveznice
|  | Zajednički poslužitelj ima još gradiva o temi Caesalpinioideae |
|  | Wikivrste imaju podatke o taksonu Caesalpinioideae             |